# O lume fără cer
O lume fără cer este un film alb-negru românesc regizat de Mircea Drăgan. Rolurile principale au fost interpretate de actrițele Draga Olteanu Matei, Ioana Drăgan și Violeta Andrei. Premiera filmului a avut loc pe 10 decembrie 1981.
Este un film turnat pe baza filmelor Lupeni 29 (1962) și Golgota  (1966).

## Prezentare
Filmul prezintă drama minerilor din Valea Jiului din 1929 (Lupeni 29) și mișcările greviste din perioada interbelică (Golgota).

## Distribuție
Distribuția filmului este alcătuită din:
- Alexandru Virgil Platon — Caporalul
- Sebastian Papaiani — Petre
- Colea Răutu — Petre Leteanu
- Ioana Drăgan — Ruxandra
- Violeta Andrei — Alexandrina
- Gheorghe Dinică — Sergentul
- Toma Dimitriu — Comandantul de jandarmi
- Ștefan Ciobotărașu — Varga
- George Măruță — Directorul minei
- Ilarion Ciobanu — Dăneț
- Sabin Făgărășanu — Jandarmul
- Draga Olteanu-Matei — Ana Varga
- Nunuța Hodoș — Bătrâna

## Primire
Filmul a fost vizionat de 1.161.895 de spectatori în cinematografele din România, după cum atestă o situație a numărului de spectatori înregistrat de filmele românești de la data premierei și până la data de 31 decembrie 2014 alcătuită de Centrul Național al Cinematografiei.